# 侗族
侗族，自称“甘”（侗語：Gaeml，国际音标：/kɐm˥/）、“金”等，是中华人民共和国的一个少数民族，语言属壮侗语族侗水语支。居住区主要在贵州、湖南和广西的交界处，湖北恩施也有部分侗族。侗族人口总数为296万人（2000年第5次人口普查）。侗族在老挝亦有分布，叫“康族”。

## 名称
侗族旧称“侗僚”“峒人”“峒苗”“侗家苗”等。

## 历史
侗族的祖先可以追溯到秦汉时期的百越中的干越等。隋唐五代宋朝时期的“僚”、元明清时期的“峒人”、“洞苗”、“峒蠻”，后来又有许多汉族人来到他们的居住地，与当地人混合而成。侗族的名称来自“峒”，这是当地人传统的行政单位，今天当地还有许多地名叫“峒”。中华人民共和国成立后将这些地方的居民统称为侗族。

## 分布
中国共有侗族2,879,974人（2010年人口普查），为中国第12大民族。侗族世居地分布于云贵高原东南边缘的黔湘桂鄂四省交汇区域。贵州为侗族人口第一大省份，有侗族1,628,568人，占侗族人口的55.01%，占贵州少数民族人口的12.21%，占全省人口的4.62%，侗族是次于汉、苗与布依族列贵州第四大民族。湖南为侗族人口第二大省份，有侗族842,123人，占侗族人口的28.45%，占湖南少数民族人口的13.14%，占全省人口的1.33%，是次于汉、土家与苗族列湖南第四大民族。广西为侗族人口第三大省份，有侗族303,139人，占侗族人口的10.24%，占广西少数民族人口的1.80%，占全省人口的0.69%，次于汉、壮、瑶与苗族列广西第五大民族。湖北为侗族人口第四大省份，有侗族69,947人，占侗族人口的2.36%，占湖北少数民族人口的2.69%，占湖北全省人口的0.12%，次于汉、土家、苗与回族列湖北第五大民族。在其余地区，因工作就业或婚姻迁徙，侗族以杂居为主。广东、浙江，侗族人口均超过1万人；在江苏等13个省份，侗族人口均在1千人以上，其余各省均有侗族人分布。

### 侗族自治地方
- 黔东南苗族侗族自治州（贵州凯里）
- 玉屏侗族自治县（贵州铜仁）
- 新晃侗族自治县（湖南怀化）
- 芷江侗族自治县（湖南怀化）
- 通道侗族自治县（湖南怀化）
- 靖州苗族侗族自治县（湖南怀化）
- 三江侗族自治县（广西柳州）
- 龙胜各族自治县（广西桂林）

### 侗族乡
| - 贵州省 - 桐木坪侗族乡（铜仁市） - 鱼塘侗族苗族乡（铜仁市） - 大坪侗族土家族苗族乡（铜仁市） - 和平土家族侗族乡（铜仁市） - 滑石侗族苗族土家族乡（铜仁市） - 瓦屋侗族乡（铜仁市） - 六龙山侗族土家族乡（铜仁市） - 下溪侗族乡（铜仁万山） - 敖寨侗族乡（铜仁万山） - 高楼坪侗族乡（铜仁万山） - 黄道侗族乡（铜仁万山） - 民和侗族土家族苗族乡（铜仁江口） - 官和侗族土家族苗族乡（铜仁江口） - 坝盘土家族侗族苗族乡（铜仁江口） - 青阳苗族仡佬族侗族乡（铜仁石阡） - 枫香侗族仡佬族乡（铜仁石阡） - 坪山仡佬族侗族乡（铜仁石阡） - 龙井侗族仡佬族乡（铜仁石阡） - 石固仡佬族侗族乡（铜仁石阡） - 坪地场仡佬族侗族乡（铜仁石阡） - 甘溪仡佬族侗族乡（铜仁石阡） - 聚凤仡佬族侗族乡（铜仁石阡） - 大沙坝仡佬族侗族乡（铜仁石阡） | - 湖南省 - 宝田侗族苗族乡（怀化会同） - 金子岩侗族苗族乡（怀化会同） - 漠滨侗族苗族乡（怀化会同） - 炮团侗族苗族乡（怀化会同） - 蒲稳侗族苗族乡（怀化会同） - 青朗侗族苗族乡（怀化会同） - 乐安铺苗族侗族乡（邵阳绥宁） - 朝仪侗族乡（邵阳绥宁） - 东山侗族乡（邵阳绥宁） - 鹅公岭侗族苗族乡（邵阳绥宁） - 枫木团苗族侗族乡（邵阳绥宁） - 寨市苗族侗族乡（邵阳绥宁） | - 湖北省 - 芭蕉侗族乡（恩施市） - 长潭河侗族乡（恩施宣恩） - 晓关侗族乡（恩施宣恩） |

### 中国侗族人口分布
| 位次 | 地区         | 总人口        | 侗族人口  | 占侗族 人口比重（%） | 占地区少数民族 人口比重（%） | 占地区 人口比重（%） |
|      | 合计         | 1,245,110,826 | 2,962,911 | 100                  | 2.813                        | 0.238                |
|      | 31个省份合计 | 1,242,612,226 | 2,960,293 | 99.912               | 2.813                        | 0.238                |
| 1    | 贵州         | 35,247,695    | 1,628,568 | 54.965               | 12.212                       | 4.620                |
| 2    | 湖南         | 63,274,173    | 842,123   | 28.422               | 13.136                       | 1.331                |
| 3    | 广西         | 43,854,538    | 303,139   | 10.231               | 1.801                        | 0.691                |
| 4    | 湖北         | 59,508,870    | 69,947    | 2.361                | 2.693                        | 0.118                |
| 5    | 广东         | 85,225,007    | 55,870    | 1.886                | 4.402                        | 0.066                |
| 6    | 浙江         | 45,930,651    | 17,906    | 0.604                | 4.529                        | 0.039                |
| 7    | 江苏         | 73,043,577    | 9,528     | 0.322                | 3.666                        | 0.013                |
| 8    | 福建         | 34,097,947    | 5,768     | 0.195                | 0.988                        | 0.017                |
| 9    | 云南         | 42,360,089    | 3,498     | 0.118                | 0.025                        | 0.008                |
| 10   | 重庆         | 30,512,763    | 2,585     | 0.087                | 0.131                        | 0.008                |
| 11   | 河北         | 66,684,419    | 2,317     | 0.078                | 0.080                        | 0.003                |
| 12   | 上海         | 16,407,734    | 1,970     | 0.066                | 1.897                        | 0.012                |
| 13   | 四川         | 82,348,296    | 1,940     | 0.065                | 0.047                        | 0.002                |
| 14   | 安徽         | 58,999,948    | 1,917     | 0.065                | 0.482                        | 0.003                |
| 15   | 北京         | 13,569,194    | 1,616     | 0.055                | 0.276                        | 0.012                |
| 16   | 江西         | 40,397,598    | 1,564     | 0.053                | 1.244                        | 0.004                |
| 17   | 海南         | 7,559,035     | 1,350     | 0.046                | 0.103                        | 0.018                |
| 18   | 河南         | 91,236,854    | 1,314     | 0.044                | 0.115                        | 0.001                |
| 19   | 山东         | 89,971,789    | 1,245     | 0.042                | 0.197                        | 0.001                |
| 20   | 新疆         | 18,459,511    | 946       | 0.032                | 0.009                        | 0.005                |
| 21   | 黑龙江       | 36,237,576    | 940       | 0.032                | 0.053                        | 0.003                |
| 22   | 辽宁         | 41,824,412    | 799       | 0.027                | 0.012                        | 0.002                |
| 23   | 山西         | 32,471,242    | 632       | 0.021                | 0.613                        | 0.002                |
| 24   | 内蒙         | 23,323,347    | 540       | 0.018                | 0.011                        | 0.002                |
| 25   | 天津         | 9,848,731     | 521       | 0.018                | 0.195                        | 0.005                |
| 26   | 吉林         | 26,802,191    | 519       | 0.018                | 0.021                        | 0.002                |
| 27   | 陕西         | 35,365,072    | 509       | 0.017                | 0.289                        | 0.001                |
| 28   | 甘肃         | 25,124,282    | 380       | 0.013                | 0.017                        | 0.002                |
| 29   | 青海         | 4,822,963     | 148       | 0.005                | 0.007                        | 0.003                |
| 30   | 宁夏         | 5,486,393     | 128       | 0.004                | 0.007                        | 0.002                |
| 31   | 西藏         | 2,616,329     | 66        | 0.002                | 0.003                        | 0.003                |
|      | 现役军人     | 2,498,600     | 2,618     | 0.088                | 2.344                        | 0.105                |

## 宗教
侗族人信仰多神，崇拜祖先，特别崇拜女性祖先“萨母”，许多地方都建有“萨母祠”。有的地方也信奉汉族的一些民間信仰的神明。佛教、基督新教、天主教也曾传入，但較少人信奉。

## 语言

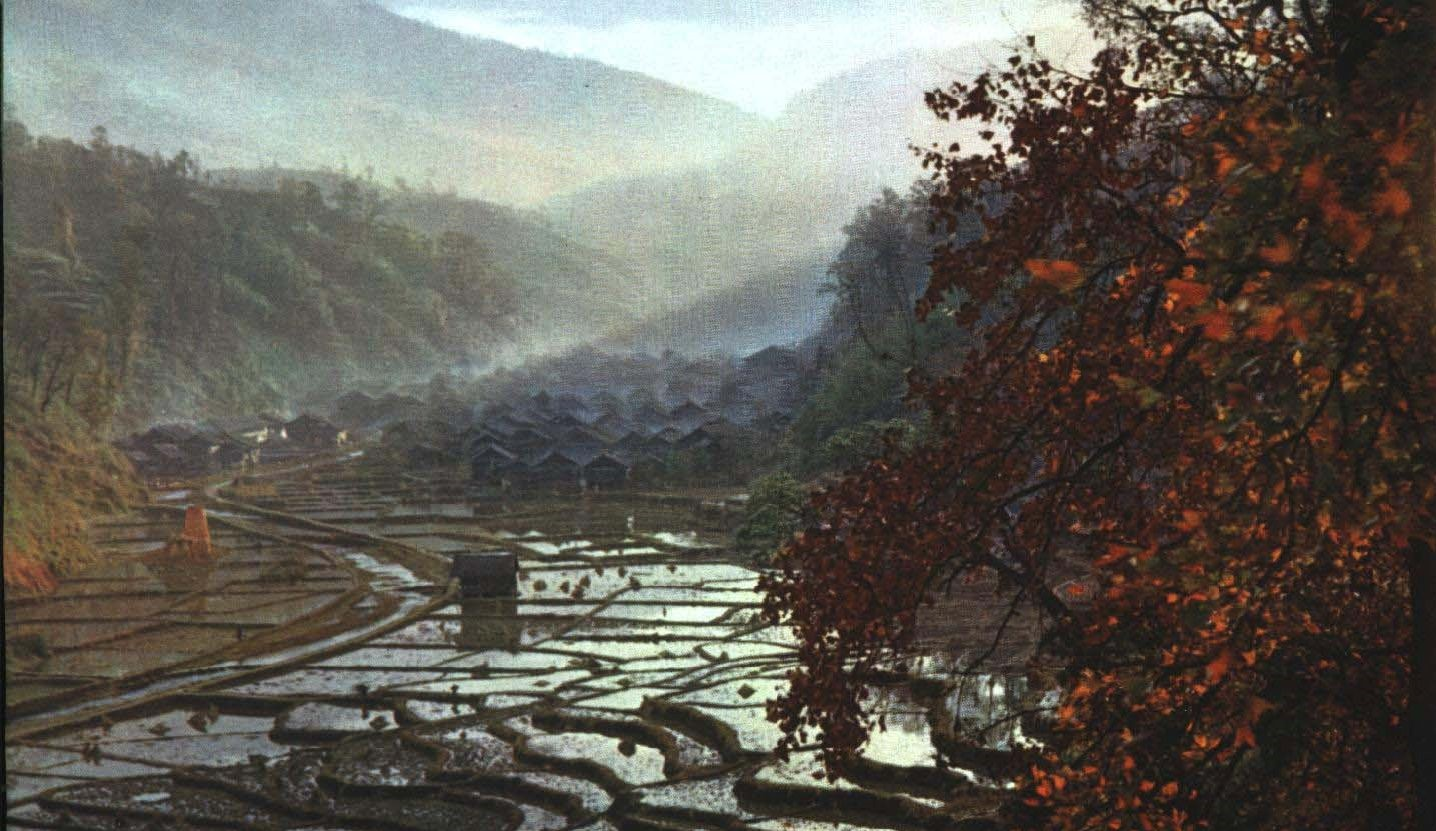
1964年的侗族山寨

侗族的语言是侗语，属壮侗语系侗台语族侗水语支。侗语有两个大方言：一是南方话，二是北方话。以贵州锦屏县境内的苗汉杂居一线划分。侗语是有声调的语言，各土语中声调有些差异，有的地方有9调，有的地方有6调。侗语和国内及东南亚国家的壮泰民族的语言有同源关系。1958年，国家制定了拉丁侗文，曾经在一部分地方推广。现在不再推广，侗语文学校教育缺乏。大多数侗族人会说汉语。现在越来越多的侗族青年大学生关心侗语的发展。许多人试图对侗文进行了改革。侗文呈现多种版本。

## 歌舞
侗族善音乐。侗族民间音乐最有名的是“鼓楼大歌”，它是一种无伴奏的多声部合唱。1986年贵州侗歌合唱团赴法国演出侗族大歌引起轰动，扭转了国际上关于中国没有复调音乐的说法。
牛腿琴 是侗族的传统弦乐器，而 萧笛 是侗族的传统管乐器。
侗族的民间舞蹈，有芦笙舞、哆也舞、春牛舞、花扁舞、龙舞、狮舞、蚌壳舞等。其中具有显著民族特色和浓厚地方色彩的芦笙舞和哆也舞，是侗族艺苑中的两朵奇葩。芦笙舞，是用芦笙为伴奏乐器，音乐与舞蹈有机配合的一种舞蹈形式。 这种舞蹈一般是集体进行。其中，气势雄健、步伐整齐、庄重活泼的曾推“踩八卦”。这种舞蹈多在每年正月“行年”时到远乡侗寨作客才表演。但每逢团寨集体吉庆日子，如兴建鼓楼、桥梁、庙宇时，也能欣赏到这种舞姿。春牛舞是一种歌颂劳动的舞蹈。

## 建筑
侗寨的房屋多是用杉木建造的二至三层的木楼，在河边或山坡上的房屋多为吊腳楼。

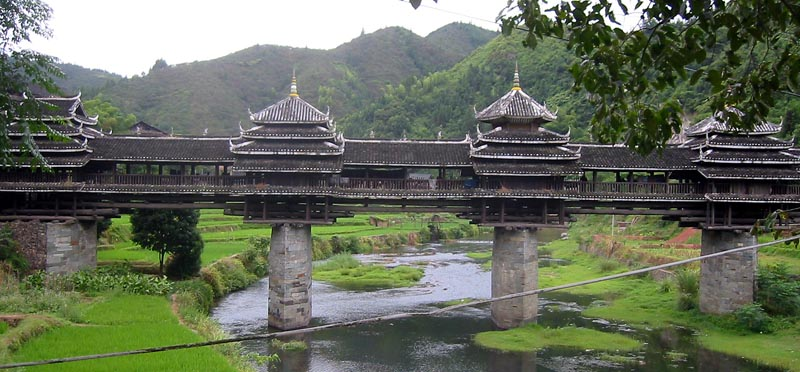
三江程阳风雨桥

侗族聚居的地方有各种各样的桥。最有特色的是“风雨桥”，是因桥上建有遮蔽风雨的桥屋而得名。著名的三江程阳风雨桥上建有5座多角宝塔形楼亭，通道两侧有栏杆。整个桥梁构造没有用一枚铁钉，只在柱子上凿穿孔眼，以榫衔接，十分坚固，已被定为国家级重点文物。
鼓楼是侗寨的标志，吸收了汉族建筑的方法，鼓楼集塔、阁、亭于一体。所有鼓楼均采用上等杉木，以木榫木栓穿合，不用铁钉，扣合无隙。楼顶层呈伞状，从楼顶悬挂下来一面牛皮大鼓，称为“寨鼓”。鼓楼一般一姓一座，较大的寨子有三四座以上，是侗族人民集会的场所。

## 服饰
侗族人的服装多用自制的“侗布”制成，色调以青、蓝、白、紫为主。边远山区的男子多穿右衽无领的短衣，包大头巾，有的头留顶发。妇女装束各地稍有差异，上身有大襟无领无扣上衣，也有的衣长至膝，下穿百褶裙或管裤，多束腰带、绑裹腿，衣襟、衣滚等處繡有花纹。妇女多梳盘髮包头，喜爱佩戴银等饰品。

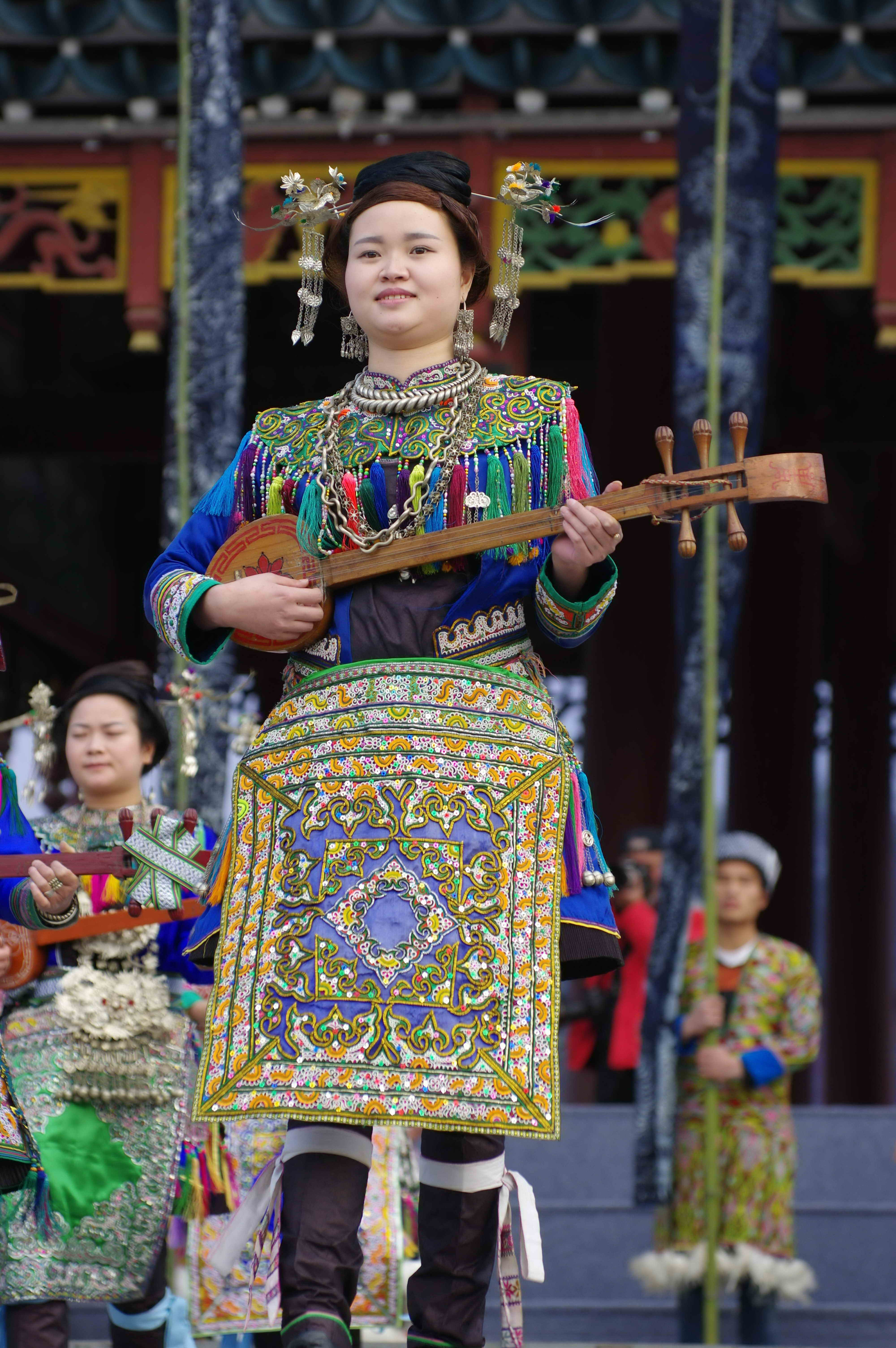
贵州省黔东南苗族侗族自治州黎平县侗族服饰
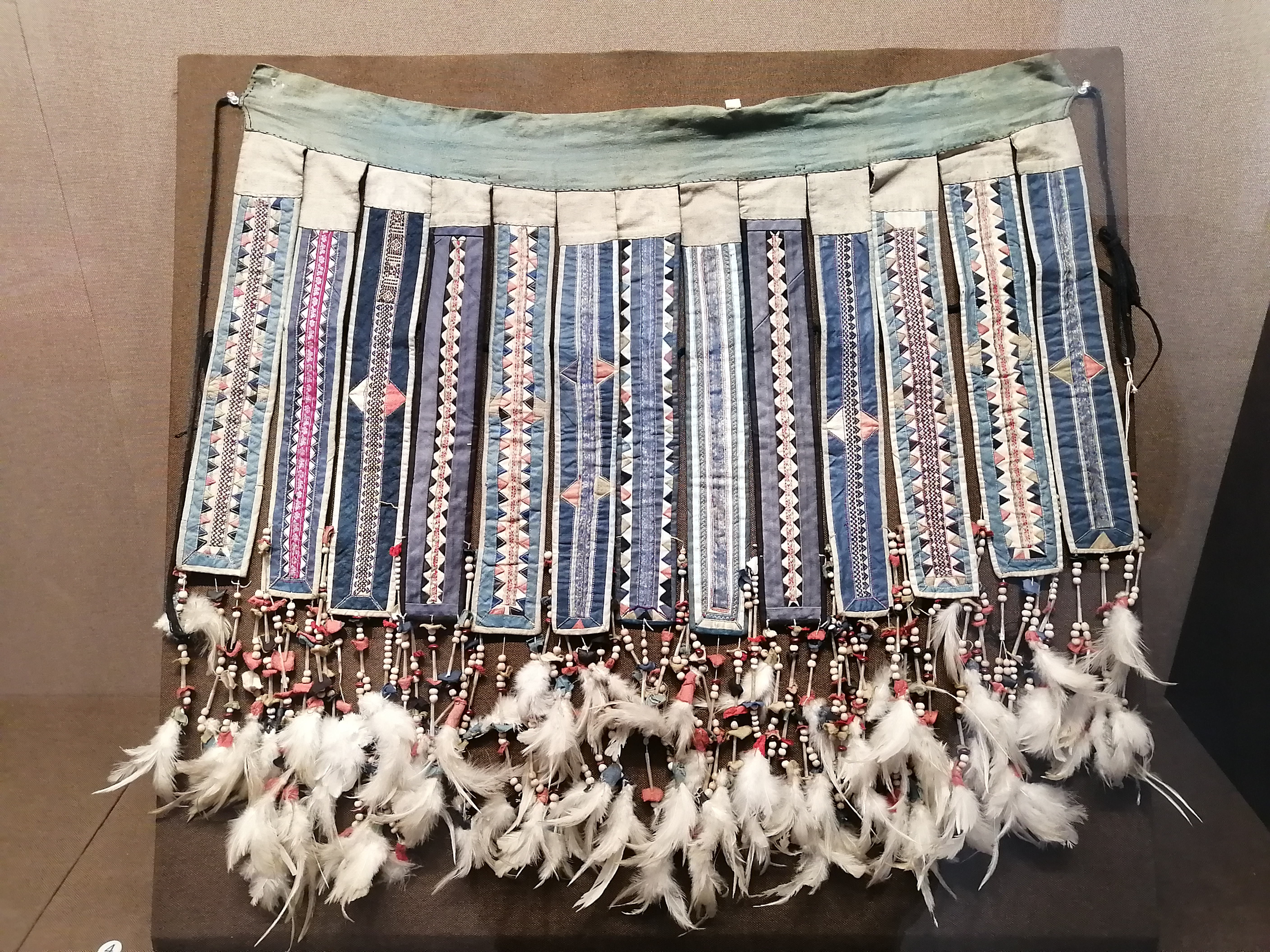
广西壮族自治区柳州市三江侗族自治县侗族的织锦花带鸡毛裙，民族文化宫藏

## 饮食
侗族饮食没什么禁忌，品种丰富，甚至包括一些昆虫、蚕蛹。
侗族嗜好酸味，自古便有“侗不离酸”的说法。侗家菜腌制食品特别多，包括各种腌酸菜、腌肉、腌鱼。另有独特的米酒，口味不凶，但据说喝多了容易摔跟头。米酒多由当地产糯米或玉米酿造，度数不是特别高，但经常混合蜂蜜、冰糖等，口感甜，容易喝多、喝醉上头。喝醉后容易快速入睡，长时间不醒。
侗族地区大多日食4餐，两饭两茶。
目前西南省份的大城市，如贵阳市开有一些侗家菜馆。

## 节日
侗族人的节日各地不同，主要有以下几个：
- 月也man we q'ek：农历正月
- 架桥节man ja jiu：农历二月初二
- 花炮节man peu hua:农历三月初三
- 净牛节man ap surn：农历四月八日
- 端午节jan duon wu:农历五月五日
- 斗牛节man gue dao:农历六月初六

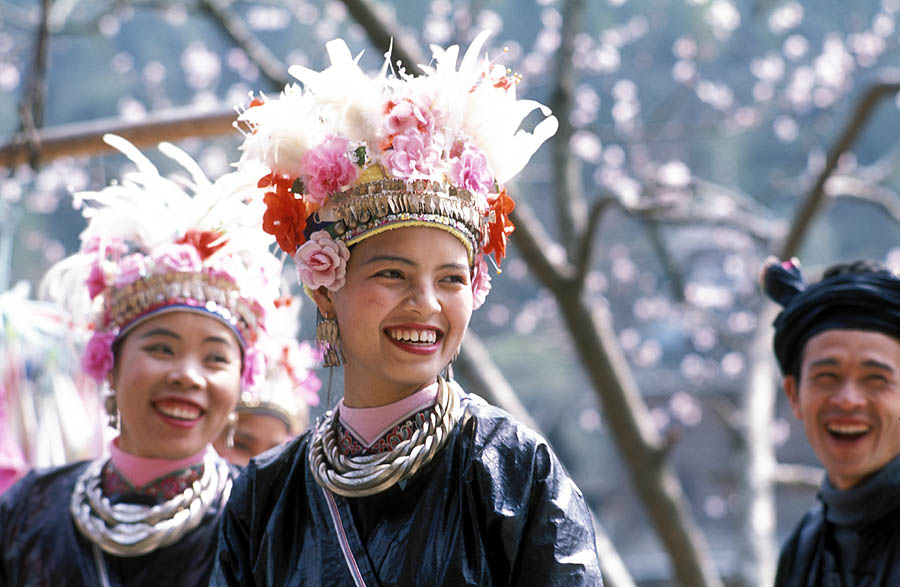
身着节日服装的侗族女性

- 吃新节jan qou mhay：农历七月十五日
- 盟款节man qap kuon:农历八月八日
- 重阳节man cong yang:农历九月初九
- 新婚节：十月的第一个卯日，常有数十对男女青年在这一天成婚，贵州省剑河县的小广、化敖等地还保留着这个风俗。
- 春节man nyin：农历腊月卅日和正月初一。

## 名人
- 萨玛：生卒年不详。大约在唐朝初年。侗族英勇善战的女英雄。在一次抗暴战争中牺牲。被尊为神。
- 吴勉：（1334-1385）贵州省黎平县中潮上黄兰洞人。明朝洪武年间侗族农民起义领袖，坚持抗战八年，最终失败，与其儿子吴禄就义于南京。
- 吴文彩：（1798-1845）贵州省黎平县腊洞人。侗戏的创始人。
- 姜应芳：（1833-1862）贵州省天柱人。清末侗族农民起义领袖。
- 王天培：（1888-1927），贵州省天柱县人，北伐名将
- 粟裕：（1907-1984），湖南省会同县人，中国人民解放军第一大将
- 杨伯涛：（1909—2000），湖南省芷江县人，中国国民党五大主力军之十八军军长
- 杨至成：（1903-1967），贵州省三穗县人，中华人民共和国开国上将，为贵州省在共产党方面唯一上将
- 吴虹飞：知名记者，中国摇滚乐队“幸福大街”的主唱。
- 李婷：中國跳水運動員，2004年雅典奧運會女子雙人10米跳台金牌得主。
- 陆永：2008年北京奥运会男子举重85公斤级金牌得主
- 刘飛鳴：台湾乐队信樂團主唱
- 莫龙丹：知名歌手，2010年青海卫视《花儿朵朵》全国歌唱比赛年度总冠军
- 宁桓宇：知名歌手，2013年湖南卫视《快乐男声》全国年度第四名
- 毛若懿：知名歌手，中韩偶像组合TimeZ成员之一